# Bunbury
Bunbury é a uma cidade australiana localizada no estado da Austrália Ocidental. Situa-se a aproximadamente 175 km ao sul, de Perth, capital do estado. Sua população aproximada é de 29 mil habitantes, sendo a quinta maior do estado. A população de sua região metropolitana é de 54 mil habitantes.

## Clima
A cidade de Bunbury é classificado como clima mediterrânico (Csa) de acordo com a classificação climática de Köppen-Geiger.

## Ligações externas

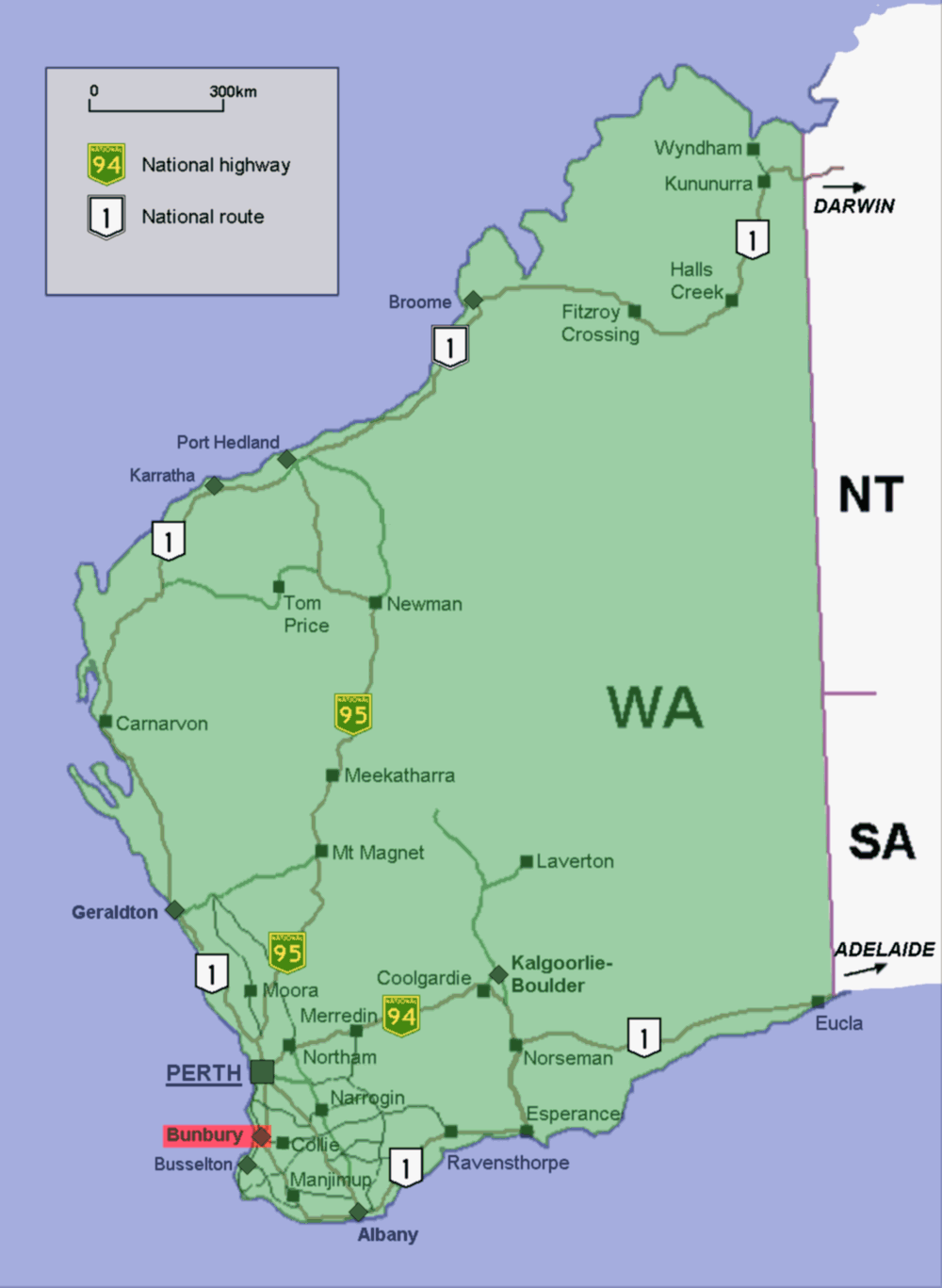
Localização de Bunbury (em vermelho) no estado da Austrália Ocidental.